# كأس نيوزيلندا 1968
كأس نيوزيلندا 1968 (بالإنجليزية: 1968 Chatham Cup)‏ هو موسم من كأس نيوزيلندا. فاز فيه Eastern Suburbs AFC ‏.